# Grande Prêmio da França de 1953
Resultados do Grande Prêmio da França de Fórmula 1 realizado em Reims-Gueux à 5 de julho de 1953. Quinta etapa da temporada, nela o piloto Mike Hawthorn conquistou a primeira vitória britânica na história da categoria.

## Classificação da prova
| Pos. | Nº | Piloto                | Construtor            | Voltas | Tempo/Diferença   | Grid | Pontos |
| ---- | -- | --------------------- | --------------------- | ------ | ----------------- | ---- | ------ |
| 1    | 16 | Mike Hawthorn         | Ferrari               | 60     | 2:44:18.6         | 7    | 8      |
| 2    | 18 | Juan Manuel Fangio    | Maserati              | 60     | + 1.0             | 4    | 7      |
| 3    | 20 | José Froilán González | Maserati              | 60     | + 1.4             | 5    | 4      |
| 4    | 10 | Alberto Ascari        | Ferrari               | 60     | + 4.6             | 1    | 3      |
| 5    | 14 | Giuseppe Farina       | Ferrari               | 60     | + 1:07.6          | 6    | 2      |
| 6    | 12 | Luigi Villoresi       | Ferrari               | 60     | + 1:15.9          | 3    |        |
| 7    | 46 | Toulo de Graffenried  | Maserati              | 58     | + 2 voltas        | 9    |        |
| 8    | 44 | Louis Rosier          | Ferrari               | 56     | + 4 voltas        | 10   |        |
| 9    | 22 | Onofre Marimón        | Maserati              | 55     | + 5 voltas        | 8    |        |
| 10   | 2  | Jean Behra            | Gordini               | 55     | + 5 voltas        | 22   |        |
| 11   | 38 | Bob Gerard            | Cooper-Bristol        | 55     | + 5 voltas        | 12   |        |
| 12   | 48 | Johnny Claes          | Connaught-Lea-Francis | 53     | + 7 voltas        | 21   |        |
| 13   | 28 | Peter Collins         | HWM-Alta              | 52     | + 8 voltas        | 17   |        |
| 14   | 30 | Yves Giraud-Cabantous | HWM-Alta              | 50     | + 10 voltas       | 18   |        |
| 15   | 32 | Louis Chiron          | Osca                  | 43     | + 17 voltas       | 25   |        |
| Ret  | 24 | Felice Bonetto        | Maserati              | 42     | Motor             | 2    |        |
| Ret  | 36 | Stirling Moss         | Cooper-Alta           | 38     | Embreagem         | 13   |        |
| Ret  | 42 | Príncipe Bira         | Connaught-Lea-Francis | 29     | Diferencial       | 11   |        |
| Ret  | 34 | Élie Bayol            | Osca                  | 18     | Motor             | 15   |        |
| Ret  | 40 | Ken Wharton           | Cooper-Bristol        | 17     | Rolamento de roda | 14   |        |
| Ret  | 4  | Maurice Trintignant   | Gordini               | 14     | Transmissão       | 23   |        |
| Ret  | 26 | Lance Macklin         | HWM-Alta              | 9      | Embreagem         | 16   |        |
| Ret  | 6  | Harry Schell          | Gordini               | 4      | Motor             | 20   |        |
| Ret  | 8  | Roberto Mieres        | Gordini               | 4      | Eixo              | 24   |        |
| Ret  | 50 | Roy Salvadori         | Connaught-Lea-Francis | 2      | Ignição           | 19   |        |